# Rejencja pilska
Rejencja pilska (do 1938 niem. Regierungsbezirk Schneidemühl, 1938–1945 Regierungsbezirk Grenzmark Posen-Westpreußen) – pruska i niemiecka jednostka administracyjna istniejąca na terenie prowincji Marchia Graniczna Poznańsko-Zachodniopruska (w latach 1918–1938) i Pomorze (w latach 1938–1945).

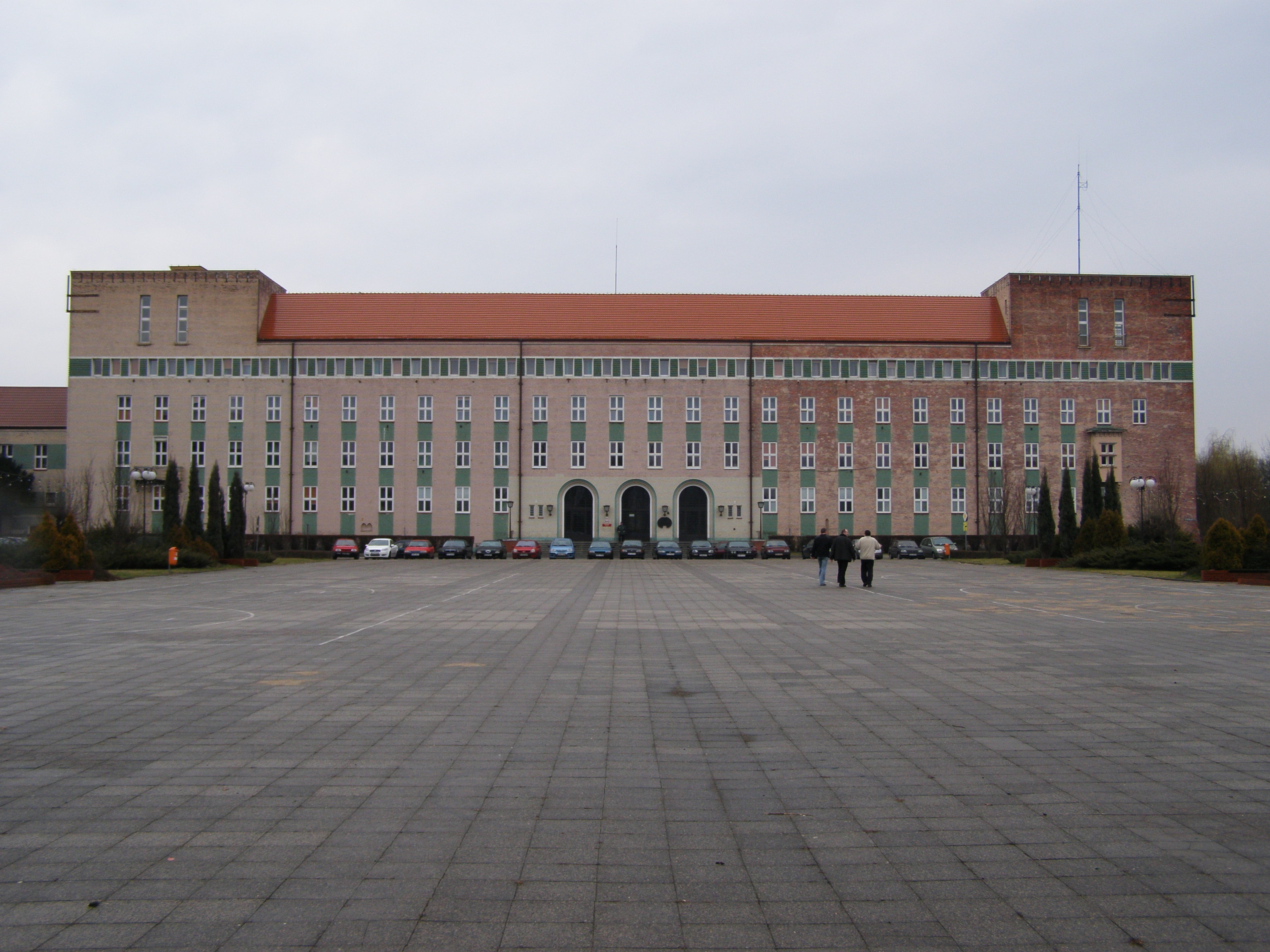
Siedziba rejencji w Pile

## Historia
Tymczasowa rejencja z siedzibą w Pile (niem. Schneidemühl) powstała 20 listopada 1919 r. z pozostałych przy Prusach powiatów prowincji Poznańskiej i prowincji Prusy Zachodnie. 1 lipca 1922 po utworzeniu prowincji Marchia Graniczna Poznańsko-Zachodniopruska, rejencja pilska stała się jedyną rejencją tej prowincji, a więc terytorialnie tożsama z prowincją.
1 października 1938 roku po likwidacji prowincji Marchia Graniczna, doszło do szeregu zmian:
Od rejencji pilskiej odłączono:
- powiat wschowski – włączony do prowincji śląskiej (rejencja legnicka).
- powiat babimojski, który zniesiono i włączono do: Śląska (rejencja legnicka, powiat zielonogórski) i Brandeburgii (rejencja frankfurcka, powiat sulechowsko-świebodziński);
- powiaty międzyrzecki i skwierzyński – wcielone w całości do Brandenburgii (rejencja frankfurcka).

Do rejencji pilskiej dołączono natomiast:
- brandenburskie powiaty choszczeński i strzelecki (z rejencji frankfurckiej);
- pomorskie powiaty drawski, szczecinecki (z rejencji koszalińskiej).

Jednocześnie, tak terytorialnie zmienioną rejencję pilską przeniesiono do prowincji Pomorze i – dla zachowania nazwy zlikwidowanej prowincji – przemianowano na 'Rejencja Marchia Graniczna Poznańsko-Zachodniopruska’ (Regierungsbezirk Grenzmark Posen-Westpreußen). Zmiana ta prowadzi nierzadko do pomyłek, ponieważ nazwa dotychczasowej prowincji stała się nazwą rejencji w prowincji Pomorze (przeskok w hierarchii jednostek).
W 1945 r. całość ziem rejencji znalazła się w Polsce i rejencja przestała istnieć.

## Wykaz miast
Wykaz miast rejencji pilskiej w roku 1938 (do końca września) oraz w 1939 (od 1 października 1938) – już jako „rejencja Marchia Graniczna Poznańsko-Zachodniopruska”:
| Miasto                              | Prowincja 1938 | Rejencja 1938 | Powiat 1938      |  | Prowincja 1939 | Rejencja 1939 | Powiat 1939               |
| ----------------------------------- | -------------- | ------------- | ---------------- |  | -------------- | ------------- | ------------------------- |
| Fraustadt (Wschowa)                 | MGPZ           | pilska        | wschowski        |  | Śląsk          | legnicka      | wschowski                 |
| Schlichtingsheim (Szlichtyngowa)    | MGPZ           | pilska        | wschowski        |  | Śląsk          | legnicka      | wschowski                 |
| Bomst (Babimost)                    | MGPZ           | pilska        | babimojski       |  | Brandenburgia  | frankfurcka   | sulechowsko-świebodziński |
| Unruhstadt (Kargowa)                | MGPZ           | pilska        | babimojski       |  | Brandenburgia  | frankfurcka   | sulechowsko-świebodziński |
| Meseritz (Międzyrzecz)              | MGPZ           | pilska        | międzyrzecki     |  | Brandenburgia  | frankfurcka   | międzyrzecki              |
| Betsche (Pszczew)                   | MGPZ           | pilska        | międzyrzecki     |  | Brandenburgia  | frankfurcka   | międzyrzecki              |
| Brätz (Brójce)                      | MGPZ           | pilska        | międzyrzecki     |  | Brandenburgia  | frankfurcka   | międzyrzecki              |
| Tirschtiegel (Trzciel)              | MGPZ           | pilska        | międzyrzecki     |  | Brandenburgia  | frankfurcka   | międzyrzecki              |
| Schwerin an der Warthe (Skwierzyna) | MGPZ           | pilska        | skwierzyński     |  | Brandenburgia  | frankfurcka   | skwierzyński              |
| Blesen (Bledzew)                    | MGPZ           | pilska        | skwierzyński     |  | Brandenburgia  | frankfurcka   | skwierzyński              |
| Schlochau (Człuchów)                | MGPZ           | pilska        | człuchowski      |  | Pomorze        | MGPZ (rej.)   | człuchowski               |
| Baldenburg (Biały Bór)              | MGPZ           | pilska        | człuchowski      |  | Pomorze        | MGPZ (rej.)   | człuchowski               |
| Hammerstein (Czarne)                | MGPZ           | pilska        | człuchowski      |  | Pomorze        | MGPZ (rej.)   | człuchowski               |
| Landeck (Lędyczek)                  | MGPZ           | pilska        | człuchowski      |  | Pomorze        | MGPZ (rej.)   | człuchowski               |
| Preußisch Friedland (Debrzno)       | MGPZ           | pilska        | człuchowski      |  | Pomorze        | MGPZ (rej.)   | człuchowski               |
| Schönlanke (Trzcianka)              | MGPZ           | pilska        | notecki          |  | Pomorze        | MGPZ (rej.)   | notecki                   |
| Kreuz (Krzyż)                       | MGPZ           | pilska        | notecki          |  | Pomorze        | MGPZ (rej.)   | notecki                   |
| Schneidemühl (Piła)                 | MGPZ           | pilska        | pilski (miejski) |  | Pomorze        | MGPZ (rej.)   | pilski (miejski)          |
| Deutsch Krone (Wałcz)               | MGPZ           | pilska        | wałecki          |  | Pomorze        | MGPZ (rej.)   | wałecki                   |
| Jastrow (Jastrowie)                 | MGPZ           | pilska        | wałecki          |  | Pomorze        | MGPZ (rej.)   | wałecki                   |
| Märkisch Friedland (Mirosławiec)    | MGPZ           | pilska        | wałecki          |  | Pomorze        | MGPZ (rej.)   | wałecki                   |
| Schloppe (Człopa)                   | MGPZ           | pilska        | wałecki          |  | Pomorze        | MGPZ (rej.)   | wałecki                   |
| Tütz (Tuczno)                       | MGPZ           | pilska        | wałecki          |  | Pomorze        | MGPZ (rej.)   | wałecki                   |
| Flatow (Złotów)                     | MGPZ           | pilska        | złotowski        |  | Pomorze        | MGPZ (rej.)   | złotowski                 |
| Krojanke (Krajenka)                 | MGPZ           | pilska        | złotowski        |  | Pomorze        | MGPZ (rej.)   | złotowski                 |
| Arnswalde (Choszczno)               | Brandenburgia  | frankfurcka   | choszczeński     |  | Pomorze        | MGPZ (rej.)   | choszczeński              |
| Neuwedell (Drawno)                  | Brandenburgia  | frankfurcka   | choszczeński     |  | Pomorze        | MGPZ (rej.)   | choszczeński              |
| Reetz (Recz)                        | Brandenburgia  | frankfurcka   | choszczeński     |  | Pomorze        | MGPZ (rej.)   | choszczeński              |
| Friedeberg (Strzelce Krajeńskie)    | Brandenburgia  | frankfurcka   | strzelecki       |  | Pomorze        | MGPZ (rej.)   | strzelecki                |
| Driesen (Drezdenko)                 | Brandenburgia  | frankfurcka   | strzelecki       |  | Pomorze        | MGPZ (rej.)   | strzelecki                |
| Woldenberg (Dobiegniew)             | Brandenburgia  | frankfurcka   | strzelecki       |  | Pomorze        | MGPZ (rej.)   | strzelecki                |
| Dramburg (Drawsko Pomorskie)        | Pomorze        | koszalińska   | drawski          |  | Pomorze        | MGPZ (rej.)   | drawski                   |
| Falkenburg (Złocieniec)             | Pomorze        | koszalińska   | drawski          |  | Pomorze        | MGPZ (rej.)   | drawski                   |
| Kallies (Kalisz Pomorski)           | Pomorze        | koszalińska   | drawski          |  | Pomorze        | MGPZ (rej.)   | drawski                   |
| Neustettin (Szczecinek)             | Pomorze        | koszalińska   | szczecinecki     |  | Pomorze        | MGPZ (rej.)   | szczecinecki              |
| Bärwalde (Barwice)                  | Pomorze        | koszalińska   | szczecinecki     |  | Pomorze        | MGPZ (rej.)   | szczecinecki              |
| Ratzebuhr (Okonek)                  | Pomorze        | koszalińska   | szczecinecki     |  | Pomorze        | MGPZ (rej.)   | szczecinecki              |
| Tempelburg (Czaplinek)              | Pomorze        | koszalińska   | szczecinecki     |  | Pomorze        | MGPZ (rej.)   | szczecinecki              |

## Podział administracyjny

### 20 listopada 1919 roku
Stolica rejencji: Piła
Powiaty ziemskie (Landkreis) z prowincji Prusy Zachodnie:
- Wałcz
- Złotów
- Człuchów

Powiaty ziemskie (Landkreis) z Prowincji Poznańskiej:
- Babimost
- Czarnków (część), od 15 grudnia 1919 w składzie powiatu noteckiego
- Wieleń (część), od 15 grudnia 1919 w składzie powiatu noteckiego
- Wschowa
- Chodzież, od 15 grudnia 1919 w składzie powiatu noteckiego
- Międzyrzecz
- Skwierzyna
- Schneidemühl, powiat grodzki (Stadtkreis) od 1 kwietnia 1914

### 1 stycznia 1938 roku
Stolica rejencji: Schneidemühl
Powiat grodzki (Stadtkreis):
- Piła

Powiaty ziemskie (Landkreis):
- Babimost
- Wałcz
- Złotów
- Wschowa
- Międzyrzecz
- notecki
- Człuchów
- Skwierzyna

### 1 stycznia 1939 roku
Stolica rejencji: Schneidemühl
Powiat grodzki (Stadtkreis):
- Piła

Powiaty ziemskie (Landkreis):
- Choszczno, do 1938 w rejencji frankfurckiej, w prowincji Brandenburgia
- Wałcz, od 1815 w rejencji kwidzyńskiej, w prowincji Prusy Zachodnie; 1922-1938 w prowincji Marchia Graniczna Poznańsko-Zachodniopruska
- Drawsko Pomorskie, do 1938 w rejencji koszalińskiej, w prowincji Pomorze
- Złotów, od 1815 w rejencji kwidzyńskiej, w prowincji Prusy Zachodnie; 1922-1938 w prowincji Marchia Graniczna Poznańsko-Zachodniopruska
- Strzelce Krajeńskie, do 1938 w rejencji frankfurckiej, w prowincji Brandenburgia
- notecki, utworzony 1919 w prowincji Poznańskiej; 1922-1938 w prowincji Marchia Graniczna Poznańsko-Zachodniopruska
- Szczecinek, do 1938 w rejencji koszalińskiej, w prowincji Pomorze
- Człuchów, od 1815 w rejencji kwidzyńskiej, w prowincji Prusy Zachodnie; 1922-1938 w prowincji Marchia Graniczna Poznańsko-Zachodniopruska

## Populacja
| Powiat                | Nazwa polska        | Populacja (1939) |
| --------------------- | ------------------- | ---------------- |
| Arnswalde             | Choszczno           | 44064            |
| Deutsch Krone         | Wałcz               | 69699            |
| Dramburg              | Drawsko Pomorskie   | 43383            |
| Flatow                | Złotów              | 39211            |
| Friedeberg            | Strzelce Krajeńskie | 51772            |
| Netzekreis            | Noteć               | 39178            |
| Neustettin            | Szczecinek          | 83794            |
| Schlochau             | Czułchów            | 55110            |
| Schneidemühl (miasto) | Piła                | 43836            |
| Razem                 | Razem               | 470 047          |